# 侯鼎鉉
侯鼎鉉（16世紀—17世紀），原名侯宗源，字伯遠，號澹泉，常州府無錫縣人，明朝、南明政治人物。

## 生平
侯鼎鉉是太僕少卿侯先春之孫，贈戶部主事侯世美之子，黃道周門生；萬曆四十三年（1615年）中舉人，崇禎十年（1637年）成進士，吏部觀政，十二年擔任黃岡知縣。當時流寇肆虐，人民生活困苦，他薄罰緩征，革除耗羨，俸餘捐出建築堤壩堡壘，使得境內安寧；某天有官員帶來詔令索取兵船數百，要求徵用商船，他說：「你們以商船為家，奪去等於是割取你們性命！」拒絕官員，對方很快離去。
之後侯鼎鉉遷任湖州推官，多次平反冤獄，改革當地糧運宿弊，並仿效祖父的白糧事宜；再入朝擔任戶部廣西司主事。弘光年間他和葛遇朝、張弘弼、吳國斗、雍鳴鸞、趙明遠、許承欽、任弘震、區志遠、秦堈、夏時泰、曹璣、陸禹思、張大章、何應璜、方岳朝、周憲申、蔡元宸、陳宗大、趙翼心、盛黃、周伯瑞、張永禧、劉世斗、傅如湯、張鼎隅、趙悅心、王泰際、章甫、徐懋賢、倪元善一同在戶部共事，轉為員外郎，南京失陷後出家為僧，有兒子侯曦。

## 家族
曾祖侯应昌，封太常寺博士；祖父侯先春，甲辰進士，兵科都给事中赠太仆寺少卿；父侯世美，庠生。子侯曦，順治戊戌進士；孫侯麟勳，康熙己未進士。

## 引用
1. ↑  《崇祯十年丁丑科进士三代履历》：侯鼎铉，曾祖应昌，封太常寺博士；祖先春，兵科都给事中赠太仆寺少卿，甲辰；父世美，庠生。澹泉，诗一房，甲辰十二月二十九日生，无锡县人，乙卯十一名，会九十二名，三甲二百四十一名，吏部观政，己卯授黄冈知县，庚辰降调，壬午補江西按察司炤磨，癸未升湖州府推官，甲申升户部山東司主事。
2. 1 2  錢海岳《南明史·卷三十一·列傳第七》：（弘光）時戶部司官先後可紀者，為葛遇朝、張弘弼、吳國斗、雍鳴鸞、趙明遠、許承欽、任弘震、區志遠、秦堈、夏時泰、曹璣、陸禹思、張大章、何應璜、方岳朝、周憲申、蔡元宸、陳宗大、趙翼心、盛黃、周伯瑞、張永禧、劉世斗、侯鼎鉉、傅如湯、張鼎隅、趙悅心、王際泰【泰際】、章甫、徐懋賢、倪元善。……鼎鉉，字伯遠，無錫人。太僕少卿先春子【孫】。崇禎十年進士，黃道周弟子。授黃岡知縣。以拒寇功，遷湖州推官，入為廣西司主事、員外郎。僧服隱華藏。
3. ↑  乾隆《無錫縣志·卷二十二·舉人表》：（萬曆）四十三年乙卯（舉人） 侯宗源 更名鼎鉉，丁丑進士
4. ↑  乾隆《無錫縣志·卷二十七·宦蹟二》：侯鼎鉉，字伯遠，先春孫。崇正十年進士，知黃岡縣，值流寇方熾，民困輓輸。鼎鉉薄罰緩征，力革耗羨，俸餘悉捐以築壩建堡，備禦周密黃民晏然。一夕官騎持憲檄立，索兵船數百，吏請攫商舸應；鼎銘曰：「若輩以艘為家，奪之是刈其命也！」不聽，師亦旋濟。
5. ↑  乾隆《無錫縣志·卷二十七·宦蹟二》：遷湖州推官，疑獄多所平反；湖中糧運苦，運弁浚削。鼎鉉職司漕輓，痛湔宿弊，並倣其祖立春所撰白糧事宜著為令，一郡利之仕，終戶部主事。鼎鉉至性醇篤，家居為善惟日不足孝，寡母撫孤姪，排家難贍族黨；遇捕蝗平糶，收嬰掩賂諸義舉悉躬為之倡，鼎革後終老梵廬，子曦。